# عمشيت
عمشيت إحدى بلدات قضاء جبيل في محافظة جبل لبنان، تبعد عن العاصمة بيروت 37 كم وارتفاعها عن سطح البحر 140 متر.

## التسمية
عمشيت لفظة عبرانية مركبة ومعناها قبيلة أو قوم شيت، كما أتى تفسير بعض العلماء الألمان، نسبة لإبن آدم الثالث. وقد تكون اللفظة سريانية أي غاص وغطس، أو تعني الشعب السادس كما فسّرها البطريرك بولس مسعد.

## موقعها
تقـع عمشـيت شـمالي منطـقة جبيل، على هضبة فسيحة تلاصق أطرافـها البحـر ثم تمـتد منه شرقاً مرتفعة تدريجياً إلى 160متـراً في أعالي بيوتها. ويكتنف جهتيها الشمالية والقبلية نهرا بعشتا والفرطوش الجاريان شتاءً في وديانها المظللة بأشجار السنديان والصنوبر الوارفة الظل. يحدها من الغرب البحر المتوسط وبيروت جنوباً، وغابة الارز شمالا. وتبلغ مساحتها 5 كلم مربع ويبلغ طول شاطئها نحو 5200م.

## تاريخها
لقد ثبت من تقصي كتب الآثار التاريخية بأن عمشيت لا توجد فيها آثار ثابتة تدل على وجودها في الطور اليوناني والروماني. وحسب البحاثة رينان فإن الرسوم والكتابات المحفورة والأحجار في بعض البيوت والكنائس منقولة إليها من جبيل والجوار. أما من الأبنية التراثية الدينية فنجد في عمشيت كنيسة مار زخيا التي يعود تاريخ بنائها إلى القرن السادس، وكنيسة سيدة نايا المبنية في العهد الصليبي، وكنيسة مار صوفيا التي يقال أنها تقوم على أنقاض معبد فينيقي.

## معالمها
- مغارة صالح: تقع في الجهة اليمنى من وادي إده، وطريقها وعرة لا يصل إليها الزائر إلا إذا سار على قدميه لمدة 15 دقيقة نزولاً وسط الجبل، حيث تعلو عن البحر نحو 130 م. وقد كثرت الأقاويل والفرضيات حول اسم المغارة وتاريخها، فيقال أن رجلاً يدعى صالح ألمّ به مرض عضال فالتجأ إليها في العام 1914. ويشاع أيضاً أن أحد مالكي الأرض في تلك الناحية من عائلة صالح من دون أن يعرف عنهم شيئاً. وتستقطب المغارة أهالي المنطقة والجوار والمستكشفين حيث كانت أول زيارة لهؤلاء في العام 1947 استتبعتها زيارات عديدة لأهداف علمية. للمغارة أهمية تاريخية فقد كانت في القديم ملجأ لأهالي القرية والجوار خصوصاً في فترة الجوع وخلال الأحداث والحروب التي كانت قائمة آنذاك. وتزخر الجدران الداخلية بكتابات قديمة باللاتينية والعربية تحمل تواريخ أحداث مختلفة تصلح أن تكون دليلاً على تاريخ مرور الأشخاص وتاريخ المنطقة ككل. وللمغارة أيضاً أهمية من الناحية البيئية والجمالية، فهي إضافة إلى التكوينات الطبيعية في داخلها (صواعد وهوابط) تحتوي صدفيات منتشرة في داخلها، وهي تعتبر مستعمرة [وطواط|للوطاويط] المتنوعة الأجناس ومن بينها أنواع نافعة للطبيعة لأنها تتغذى من الحشرات المؤذية للنبات. في العام 1951 أتت بعثة علمية لدراسة الحشرات والعظميات والجو البيئي داخل المغارة، وخلصت إلى نتائج حول ظروف تشكلها. يعلو مدخل المغارة نحو 6 امتار وعرضه نحو 4 امتار، يطل على ممشى مستقيم، وإلى اليمين ثلاثة أروقة. وفي آخر الرواق الأساسي صالة جميلة محدودة بمجموعة من الصواعد (بالإنجليزية: Stalagmites)‏ لم تسلم المغارة من صائدي الكنوز خصوصاً وأن الاعتقادات الشعبية السائدة بأن لكل كهف سره: كنوز مخبأة أو ممرات سرية أو مآو للجن. وقد وجدت بعض النقوش التي ربما لفتت خيال الباحثين عن الكنوز ومنها القطع الفخارية.والوثائق تدل على انها قرية يهودية قديمة وسكانها من يهود قوم شيث الذين قاموا بقتل مسيحين جبيل انذاك، وبعد ذلك اعتنقوا المسيحية خوفا من جيوش المسيح.
- جسر الدجاج: يجمع عمشيت بجبيل جسر قديم عمره أكثر من 70 عاماً بناه الفرنسيون في العام 1931 في عهد رئيس الجمهورية شارل دباس  بطلب من وزير المعارف والفنون الجميلة آنذاك جبران تويني. ينسجم الجسر مع الطابع الهندسي الموجود في لبنان لكنه تفوق على الجسور الأخرى هندسياً وجمالياً. ولاسم الجسر حكاية، فقد كان يمر من تحته نهر الفرطوش الذي ينبع من قرية جاج المشهورة بأرزها والتي كانت غاباتها عرضة لتقطيع أشجارها وإرسال خشبها إلى ساحل جبيل بواسطة هذا النهر الذي يربط بين الجبل والساحل. وكان الجسر يدعى في تلك الأيام أي في فترة الانتداب الفرنسية جسر جاج؛ هذه اللفظة الفرنسية ˜تلبننت" مع مرور الوقت فأصبحت جسر الدجاج كما هو شائع اليوم.

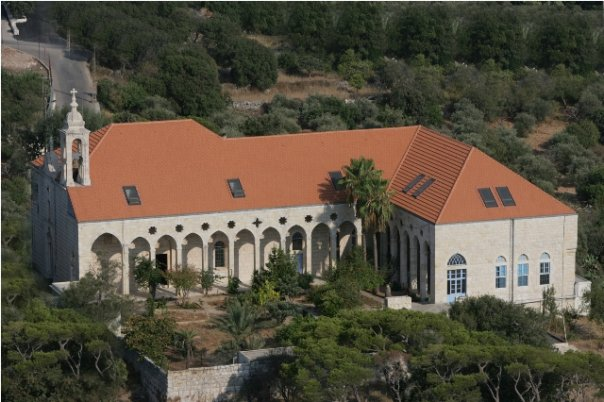
مستشفى مار مخائيل في عمشيت

- العمارة التراثية: تتميز البيوت التراثية في عمشيت، بحسب المهندس أنطوان لحّود، بأن لكل منها طابعاً خاصاً، حيث بني كل منزل على طراز مختلف بحسب توجهات مالكه. فقد كان هنالك تنافس بين مختلف وجهاء البلدة على مركز الصدارة وعلى بناء بيوت تكون هي الأجمل. ومن خلال انفتاحهم وسفرهم للتجارة، أحضر العمشيتيون مهندسين من مختلف أقطار العالم، فكان التاجر الذي يتعامل مع تركيا يحضر معه مهندسين أتراك، فيما يأتي تاجر آخر بمهندسين فرنسيين أو إيطاليين، كل بحسب وجهة سفره وتجارته. وهكذا باتت البلدة تجمع مختلف أساليب العمار، إضافة للطابع اللبناني الذي حافظ عليه الجميع عند البناء. وكان لتزاوج هذه الفنون أثر رائع خلق بيوتاً مميزة وبلدة تزخر بقصور هي صورة عن غنى أهلها وتفننهم وافتخارهم ببيوتهم الجميلة.

## الزراعة
أرض عمشيت بعلية لا تتوفر منها محاصيل الحبوب الغذائية والخضار، لذلك اهتم سكانها بالمزروعات الصناعية، كالتوت والتبغ والكرمة والزيتون، فقد زرعوا التوت في كل مكان ونقبوا أرضه وأتقنوه وربوا عليه دود القز ليعطي الفيالج الحريرية التي كانت عمشيت وحدها تنتج منها نحو 6 آلاف أقة سنوياً. واتقنوا أيضاً زراعة التبغ التي كانت تعد الأوفر غلّة بعد التوت؛ ولشهرة التبغ الجبيلي وجودته كان تصديره يصل إلى مصر وتركيا.
وفي النصف الثاني من القرن التاسع عشر اتقنوا زراعة التين الذي اشتهرت به عمشيت لجودة أصنافه وثمرته القليلة البذور والرقيقة القشرة، والحلوة الطعم، حتى ذاع صيته، فقيل على بسطات الباعة: ˜«عمشيتي يا تين».
كذلك انتشرت زراعة الكرمة التي استخرج منها النبيذ العمشيتي الفاخر، وزراعة الزيتون لا سيما في الربع الأخير من القرن الماضي، فكثرت محاصيله وشيدت تسع معاصر في البلدة لاستخراج زيته.
وفي عمشيت حقول من الأشجار المثمرة، إلى الأشجار الحرجية التي تملأ الشوارع وفسحات المنازل كالغار والصنوبر والشربين والكينا، لتمنح البلدة منظراً خلاباً. أما أشجار النخيل التي تملأ الدور الرحبة والفخمة المنتشرة في عمشيت فقد أحضرها العمشيتيون من البلاد العربية وخصوصاً العراق؛ حتى لقبت البلدة بـ˜بصرى لبنان لكثرة هذه الأشجار المتحركة كمراوح الهواء، والتي تكسب البلدة منظراً تنفرد به عن محيطها.

## التجارة
قديماً كانت خيولهم تجوب البراري والصحارى ناقلة البضائع من البلدة وإليها. كذلك فقد حملت بضائعهم السفن المسافرة إلى أصقاع الأرض. تاجر أهالي عمشيت بجميع أصناف الحبوب التي كانوا يحضرونها براً وبحراً من بلاد الأناضول والجزيرة وحلب والشام وحوران، ومن أوروبا، ويودعونها في مخازن معروفة باسمهم في ميناء جبيل، فيسلمون أهالي البلد حاجتهم منها ويمهلونهم دفع ثمنها لحين حلول مواسم الحرير والتبغ خلال شهري تموز وآب.
وكانوا يقطعون على ظهور خيولهم المسافات الطويلة من حلب والجزيرة وحدود تركيا، فيشترون الأغنام ويعودون بها إلى بلادهم لبيعها.
وكانوا يتاجرون أيضاً بالحرير البلدي فيبيعونه بالرطل إلى تجار البندقية في إيطاليا ومرسيليا في فرنسا ومصر ودمشق. أما الشرانق فكانوا يوردونها لأصحاب المعامل في الجبل. وكانت لهم من تصدير التبغ الأرباح الوافرة.
كذلك تاجروا بالأقلام وأصناف أخرى، مثل السمن الذي كانوا يجلبونه من حماة، والسكر من مصر، والزيت واللوز والملاءات الملونة التي كانوا يجلبونها من حلب وحمص وحماة ودمشق.

## سكانها
في أواخر القرن التاسع عشر كان عدد سكان عمشيت المقيمين نحو 1500 نسمة، أما عدد المغتربين فكان يقارب الألفي نسمة انتشروا في خمسة أقطار من العالم: الولايات المتحدة، البرازيل، فرنسا، إيطاليا، والأرجنتين. نشأ العمشيتيون في إقليم معتدل المناخ وفي بيوت كبيرة تدفقت عليهم الخيرات من كل جانب بسبب تجارة أربابها واستقامتهم، فصفت أذهانهم صفاء جو إقليمهم، وتربت نفوسهم على عادات بيوتهم في رحابة الصدر وكرم الضيافة. وتميزوا بالأنفة والحمية والغيرة ومحبة القريب والمحافظة على تراث أجدادهم في الدين والوطن والشرف. وقد انخرط وجهاء عمشيت في المعترك السياسي، فكانوا دوماً على اتصال وثيق بالقضايا الوطنية المصيرية، وكانوا مثالاً في الوجاهة والنزاهة والأمانة والصدق.
اما اليوم فيبلغ عدد أهالي عمشيت الأصليين نحو 7500 نسمة، أما مع سكانها الحاليين غير المتحدرين من عائلاتها، فيصل العدد إلى نحو 25 ألفاً، وبالتالي نلاحظ أن عمشيت تستقطب الكثيرين إلى ربوعها المضيافة. أما العائلات التي سكنت عمشيت فهي أصلاً ثلاثة: الكلاّب، كرم، وعبيد. وقد تحدرت منها عدة عائلات. ووفقاً للاديب أديب لحود في كتابه «الدوحة العمشيتية» فان عائلة خليفة الاهمجية فقد جاءت إلى عمشيت سنة 1203، ورجع بعض افرادها إلى اهمج في العام 1271. أما العائلات التي تسكن عمشيت حاليا وبعض منها متحدر من العائلات الثلاث فهي التالية: أبو عيد، أبي أنطون، أبي حيب، أبي حنا، أبي داوود، أبي رزق، أبي رميا، أبي عيسى، أحمد، أديب، أرسانيوس، أسطفان، الحاج، الحايك، الحكيم، الحلو، الحويك، الخوري، الزغندي، الشامي، الطرابلسي، العرم، العيتاوي، الفقير، القزي، القصيفي، الناكوزي، باسيل، بدوي، بمبينو، بو جبرايل، بو سعد، جبور، جعفوري، حسين، خضر سليم، خليفة، خير، داوود، رشدان، روحانا، زخيا، زغيب، زكّا، زكريا، سليمان، سماحة، سمعان، سيرانوسيان، صعب، صقر، ضاهر، ضو، عبود، عقل، عواد، عيسى، عيسي، غاريوس، قره كولاهيان، قصير، قندلفت، كاروز، كنعا، لحود، متى، مخايل، مراد، مروان، معروف، معوّض، موسى، ناضر، نجم، نخله، نصّار، نصر الدين، وهبه، ياغي، يزبك، يونان، يونس، نصّور، بولس.
أعطت عمشيت لعالم الفن أسماء كثيرة منها: المخرج روميو لحود والملحن مارسيل خليفة وشربل روحانا وبطرس روحانا والملحن جوزيف خليفة والمخرج د. إيلي لحود، ومعِّد الكلمات المتقاطعة والباحث واستاذ الريَّاضيات والفيزياء جوزف أنطوان ضاهر، والممثل أسعد رشدان والممثل بول سليمان والمذيع طوني خليفة والفنان مروان خوري والنحّات بيار كرم والمطربة داليا والممثلة جيهان ارسانيوسو الممثل طوني عيسى. وفي كتاب «أوراق عمشيتية» للأديب والمؤرخ مخايل ارسانيوس، نطالع العديد من الأسماء في عالم الأدب والفكر، ومن هؤلاء: البطريرك أرميا العمشيتي والخوري يوسف العمشيتي، الذي خلف كتباً ومخطوطات ألفها إلى أخرى ترجمها والأديبة عفيفة صالح كرم التي أصدرت في نيويورك مجلة «العالم الجديد النسائي» وسليم بك وهبي الذي أسس المطبعة السيلمية في عمشيت وعبد الله يوسف لحود الأديب والمفكر وفارس غطاس سليمان الشاعر واللغوي والأديب روفايل لحود والأديب لحود لحود ومروان لحود مدير عام مفوّض للإستراتيجية والتسويق بإي إيه دي إس وعماد لحود أستاذ رياضيات لبناني تورط في قضية كليرستريم وسواهم.
وفي مجال السياسة الرئيس اللبناني الأسبق ميشال سليمان.

## طالع
- شاطيء عمشيت